# Opłakiwanie Chrystusa (obraz Albrechta Dürera)
Opłakiwanie Chrystusa – obraz olejny na desce z drewna sosnowego o wymiarach 150 × 120 cm, przypisywany Albrechtowi Dürerowi i datowany na ok. 1498 r.; obecnie dzieło jest eksponowane w Germanisches Nationalmuseum w Norymberdze.

## Historia i opis
Obraz został namalowany do kaplicy rodzinnej norymberskiego mieszczanina Karla Holzschuhera w kościele św. Jana w Norymberdze i miał w założeniu fundatora upamiętniać jego śmierć. Monogram Dürera jest widoczny na rogu białego całunu, na którym leży ciało Chrystusa, jednakże jest on postrzegany jako niepewny.
W centrum obrazu ciało Chrystusa zdjęte z krzyża jest podtrzymywane przez św. Jana Apostoła i opłakiwane przez Marię przedstawioną ze skrzyżowanymi dłońmi, ponadto nad ciałem płaczą Nikodem, niezidentyfikowana pobożna kobieta, Maria Magdalena stojąca za plecami Marii i Józef z Arymatei stojący z plecami św. Jana; obydwoje trzymają w rękach balsamy niezbędne do namaszczenia ciała przed złożeniem go do grobu; pod centralną grupą postaci widoczna jest korona cierniowa. W dole obrazu artysta przedstawił znacznie mniejsze postacie rodziny zleceniodawcy, u stóp których spoczywają tarcze herbowe, największa razem z klejnotem znajduje się w prawym rogu obrazu. Zleceniodawcy przedstawieni na obrazie należą do dwóch rodzin – Holschuher i Grüber; po lewej stronie Karl Holschuher stoi razem ze swoimi dziewięcioma synami, po prawej zaś jego małżonka Gertruda klęczy z trzema córkami.
W górnej części obrazu, w tle widoczne jest wyobrażenie Golgoty z trzema krzyżami, na dwóch wciąż wiszą ciała złoczyńców, bliżej centrum obrazu znajduje się oddzielone od Golgoty postacią Marii Magdaleny przedstawienie miasteczka z widoczną rzeką i mostem przerzuconym ponad jej wodami; rzeka przepływa przez dolinę, której najdalsza część widoczna na obrazie zamyka perspektywę z widokiem gór we mgle rozświetlonych promieniami słońca; tę część obrazu oddziela od Golgoty drzewo; niebo nad Kalwarią jest w przeciwieństwie do sielankowo ujętej weduty ciemne i zachmurzone.
Niektórzy badacze, wśród nich Erwin Panofsky negują atrybucję obrazu, przypisując jego autorstwo raczej naśladowcy lub współpracownikowi, który malując obraz skontaminował ksylografię podejmującą ten sam temat Pasji Chrystusa oraz tzw. Opłakiwanie Glimma: z drzeworytu pochodzi ogólny układ dzieła, z drugiego obrazu autor zaczerpnął postacie Marii Magdaleny i Józefa z Arymatei. Połączenie obu kompozycji spowodowało utracenie dramatycznego wzburzenia dominującego w drzeworycie i wschodzącą kompozycję oraz głębię Opłakiwania Glimma znajdującego się w zbiorach Starej Pinakoteki w Monachium.